# José Ramón Soraluce Blond
José Ramón Soraluce Blond, (Ceuta, 25 de noviembre de 1946), es un arquitecto, docente y escritor español.

## Trayectoria
Estudió en la Escuela Técnica Superior de Arquitectura de Madrid, licenciándose en 1976 y doctorándose posteriormente por la Universidad de Santiago de Compostela. Fue profesor de dibujo arquitectónico e historia del arte en la Escuela Técnica Superior de Arquitectura de La Coruña, e impartió la docencia en numerosos programas de doctorado y cursos de posgrado universitario.
Dirigió tesis de doctorado sobre arquitectura de Galicia e impartió igualmente la docencia en la Facultad de Humanidades de la Universidad de La Coruña en materias de conservación del patrimonio.
Soraluce Blond es miembro de la Real Academia Gallega de Bellas Artes, la Real Academia de Bellas Artes de San Fernando y de la Real Academia Catalana de Bellas Artes de Sant Jordi y es  miembro numerario del Instituto José Cornide de Estudios Coruñeses.

## Obra bibliográfica
Es autor de los siguientes libros:
- El convento de San José de los Clérigos Regulares Menores, llamados Caracciolos. Colección Universitaria, n.º 1, Alcalá de Henares, 1975, 60 págs.
- Arquitectura románica de La Coruña: Faro-Mariñas-Eume. Coordinador-director. Colegio Oficial de Arquitectos de Galicia, Santiago de Compostela, 1983, 90 págs.
- O castelo de San Anton. Colección Monografías Urxentes do Museu, Museo Arqueológico e Histórico Provincial, La Coruña, 1984, 46 págs.
- Monasterios románicos gallegos. Colección Arte y Arquitectura, Pontedeume, 1985, 16 págs. y 20 diapositivas.
- Los castros. En colaboración con Antonio Río López. Colección Arte y Arquitectura, Pontedeume, 1985, 16 págs. y 20 diapositivas.
- Castillos y fortificaciones de Galicia. La arquitectura militar de los siglos XVI-XVIII. Serie Catalogación Arqueológica y Artística de Galicia, Fundación Pedro Barrié de la Maza «Conde de Fenosa», La Coruña, 1985, 106 págs.
- Arquitectura gótica en Galicia. Coordinador-director. Colegio Oficial de Arquitectos de Galicia y Universidad de Santiago de Compostela, Vigo, 1986, 128 págs.
- La Real Colegiata de Santa María del Campo de La Coruña. (Coautor). Diputación Provincial de La Coruña. La Coruña, 1990.
- El Banco Pastor de La Coruña. (Coautor). Fundación Pedro Barrié de la Maza. la Coruña, 1994.
- A Antiga Maestranza de Artillería, Rectorado da Universidad de A Coruña. (Coautor). Universidad de La Coruña. La Coruña, 1994.
- O Antigo Hospital de Esteiro – Campus Universitario de Ferrol. Universidad de La Coruña, 1997.
- Arquitecturas da Provincia da Coruña, tomos 1-15, La Coruña, 1995-2001.
- Arquitectura de la casa cubana. (Coautor). Universidad de La Coruña. La Coruña, 2001.
- Historia de la arquitectura restaurada. De la antigüedad al Renacimiento. Universidad de La Coruña, 2008.
- Historia de la arquitectura restaurada. Del Renacimiento al movimiento moderno, Universidad de La Coruña, 2010